# Лятушевич Захарій Осійович

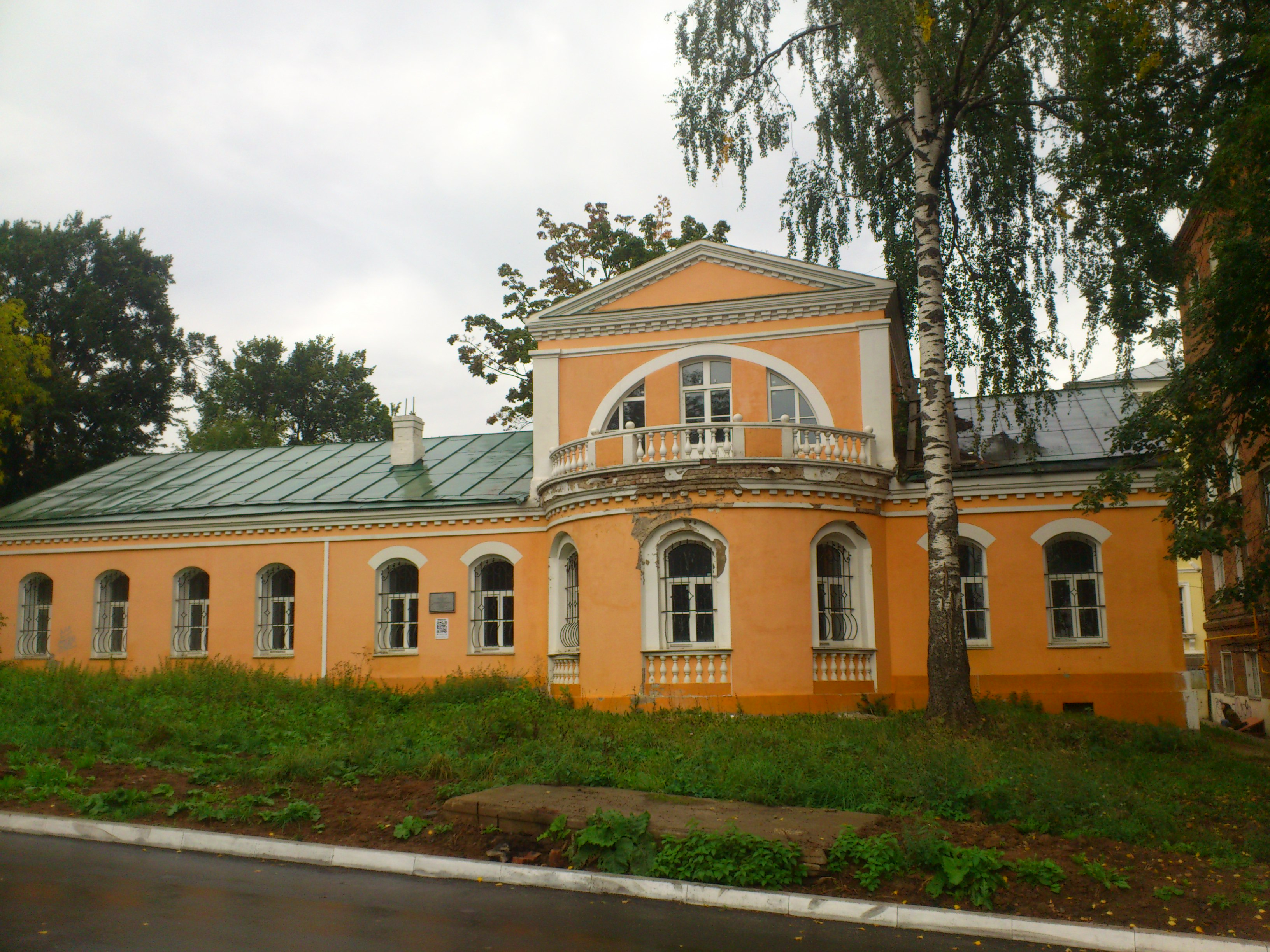
Будинок З. О. Лятушевича в Іжевську

Захарій Осійович Лятушевич (1776 — 13 травня 1829, селище Іжевського заводу) — російський священник, протоієрей церкви Іллі Пророка в Іжевську, письменник, педагог і меценат.

## Біографія
Народився в 1776 році в сім'ї священника Нолинського повіту Вятської провінції. У 1800 році закінчив Вятську семінарію, у якій пізніше викладав поезію, риторику, філософію, малювання, історію та фізику. У 1808 році З. О. Лятушевич був переведений до Іжевська, де завідував чотирма заводськими школами, у яких безоплатно викладав ті ж дисципліни, а також займався винахідництвом для заводських потреб.
Із 1 січня 1808 року став настоятелем церкви Іллі Пророка (втрачена в 1936 році), з 1812 року — благочинним.
З. О. Лятушевич був ініціатором зведення собору Олександра Невського в Іжевську та його першим настоятелем. Також був засновником і директором Іжевського Біблійного товариства, яке займалося вивченням Біблії та координацією благодійної діяльності. Лятушевич особисто зробив великий внесок у благодійність, віддавши заводу власний будинок, сад і значні кошти.
У 1807—1810 роках З. О. Лятушевич публікував у Москві і Вятці поетичні та прозові твори духовного і філософського змісту латинською, російською та французькою мовами. У 1810 році заклав навколо будинку великий сад з аптекарським городом, який став першим садом в Удмуртії.
У 1812 році Лятушевич винайшов пересувний водомет, який використовувався протягом декількох років для гасіння пожеж на заводі.
2 листопада 1814 року З. О. Лятушевич освятив новозбудований Свято-Троїцький собор в Іжевську.
У 1824 році Олександр I під час свого візиту в Іжевськ нагородив З. О. Лятушевича орденом Святої Анни за будівництво собору Олександра Невського й за освітню діяльність.

## Сім'я
Відомо, що у З. О. Лятушевича було п'ятеро синів, один із яких — Іполит — також мав духовний сан і служив у храмах Іжевська.

## Пам'ять
- Казенний двм № 30 (будинок З. О. Лятушевича) в Іжевську — пам'ятка архітектури федерального значення[12][13].